# Secret défense, le livre noir
Secret défense, le livre noir est un essai français de Pascal Jouary, publié par les éditions Max Milo en 2021. Il s'agit d'une enquête journalistique sur les dérives de la raison d'État.

## Contenu
Le livre dénonce un dévoiement du secret défense censé protéger les intérêts fondamentaux de la Nation, mais qui protègerait des intérêts particuliers, de clans politiques, ou pour couvrir les erreurs de l'État. Quarante affaires sont ainsi rapportées pour illustrer ce qu'il présente comme une déraison d'État ainsi que de nombreux entretiens,.
Le livre dénonce notamment le fait que les débats des Conseils de défense durant la pandémie de Covid-19 sont classifiés pour 50 ans.